# Georges Speicher
Georges Speicher, född 8 juni 1907 i Paris, död 24 januari 1978 i Maisons-Laffitte, var en fransk tävlingscyklist.
Speicher blev världsmästare på landsväg (som förste fransman) för professionella 1933 och därtill slutsegrare i Tour de France samma år (och blev därmed den förste att vinna båda tävlingarna samma år). Han segrade vidare i franska mästerskapen på landsväg 1935, 1937 och 1939 samt i Paris–Roubaix 1936. Han hade en sällsynt förmåga att bryta sig ur klungan och sedan ensam hålla ledningen.

## Meriter
| 1930 2:a i Paris–Auxerre 2:a i Paris–Cayeux 2:a i Critérium des Comingmen 1931 Vinnare totalt av Critérium des Aiglons Vinnare av etapp 1 Vinnare av Paris–Arras 2:a totalt i Circuit de l'Ouest Vinnare av etapperna 1, 2, 5 och 7 1932 Vinnare av etapp 6 och 7 i Circuit de l'Ouest 2:a i GP Wolber indépendants Vinnare av etapp 3 3:a i Tour du Vaucluse 3:a i Paris–Rennes 10:a totalt i Tour de France 1933 Vinnare totalt av Tour de France Vinnare av etapperna 8, 9 och 12 Världsmästare i linjelopp Vinnare av Tour du Vaucluse 2:a i Critérium National de la Route 3:a i linjeloppet vid Franska mästerskapen 3:a totalt i Circuit du Morbihan Vinnare av etapp 2 5:a totalt i Paris–Nice Vinnare av etapp 4 | 1934 Vinnare av etapperna 1, 5, 6, 13 och 20 i Tour de France 3:a i Paris–Vichy 8:a totalt i Paris–Nice 1935 Fransk mästare i linjelopp Vinnare av etapp 13b (ITT) i Tour de France Vinnare av Paris–Rennes Vinnare av Paris–Angers 5:a i Paris–Tours 6:a i Tour de France 7:a totalt i Paris–Nice Vinnare av etapp 6 1936 Vinnare av Paris–Roubaix Vinnare av Grand Prix de l'Écho d'Alger 6:a i Paris–Tours 1937 Slutsegrare i Challenge Sedis Fransk mästare i linjelopp 2:a i Marseille–Lyon 3:a i Grand Prix des Nations (ITT) 5:a i linjeloppet vid Världsmästerskapen i landsvägscykling 10:a i Paris–Roubaix 1938 Vinnare av Paris–Alençon 1939 Fransk mästare i linjelopp Vinnare av etapp 6 i Tour de Sud-Ouest Vinnare av etapp 3 i Circuit de l'Ouest 1943 6:a i Circuit du Mont Ventoux |